# Show Me Love (Not A Dream)
《Show Me Love (Not A Dream)》為宇多田光第七張數碼單曲，亦是其精選輯《Utada Hikaru SINGLE COLLECTION VOL.2》的先行數碼單曲，於2010年11月17日在Recochoku透過手機先行音樂下載，並在一星期之後的11月24日開始個人電腦音樂下載。
這是宇多田光收錄在Utada Hikaru SINGLE COLLECTION VOL.2中的其中一首新曲。此曲在11月24日正式發售後，在RIAJ付費音樂下載榜最高排名第21位。

## 背景
2009年11月上旬，曾參與《Beautiful World》混音製作的監制Goetz B在網誌上提到正在製作宇多田光的日文歌曲《Show Me Love》。2010年4月上旬，Goetz B在網誌上提到歌曲正式進入最後混音階段。同年5月，宇多田光本人被目擊於東京澀谷戶外進行拍攝，被認為是攜新曲《Show Me Love》回歸日本樂壇作準備。
同年8月9日，宇多田光在其個人網誌上宣布將暫停音樂活動，並將於11月4日發行精選輯，作為活動暫停前最後一張音樂作品。10月24日，精選輯收錄曲目公布，《Show Me Love (Not A Dream)》作為新曲收錄於其中。
其後於專訪當中，宇多田光透露歌曲早於兩年多前便已錄音，但實在不喜歡所填的歌詞，由於歌曲還沒有出片的計劃，因此便先把它給擱著了。其後決定把歌曲作為《SINGLE COLLECTION VOL.2》的五首新曲之一發行，於是便決定重新填詞。最後其本人完成填詞後，才終於開始喜歡這首歌，然後180度大轉變地，也希望讓大家聽聽看。

## 宣傳
本曲作為精選輯的宣傳而於RecoChoku的廣告中播放，其後亦作為2011年山下智久主演的電影「明日之丈」的主題曲。
宇多田光於2010年12月8日•9日舉行、活動暫停前最後的演唱會「WILD LIFE」上演唱了本曲。其後亦於2011年1月15日NHK電視台播放的紀錄片「宇多田光～現在的我～」上演唱了本曲。

## 排行榜
| 排行榜 (2010年)                         | 最高排名 |
| --------------------------------------- | -------- |
| RIAJ付費音樂下載榜                      | 21       |
| 排行榜(2011年)                          | 最高排名 |
| 告示牌 Japan Adult Contemporary Airplay | 20       |
| 告示牌 Japan Hot 100                    | 27       |
| RIAJ付費音樂下載榜                      | 33       |

## 發售日期
| 地區 | 日期           | 格式                   |
| ---- | -------------- | ---------------------- |
| 日本 | 2010年11月17日 | 手機鈴聲、手機全曲下載 |
| 日本 | 2010年11月24日 | 個人電腦下載           |